# Rezolucja Rady Bezpieczeństwa ONZ nr 62
Rezolucja Rady Bezpieczeństwa ONZ nr 62 została uchwalona 16 listopada 1948 w trakcie 381 sesji Rady Bezpieczeństwa ONZ.
Rada Bezpieczeństwa potwierdzała swoje wcześniejsze rezolucje w sprawie ustanowienia i przestrzegania rozejmu w Palestynie, przypominając w szczególności Rezolucję nr 54 z 15 lipca 1948, która stanowiła uznawała, że sytuacja w Palestynie w myśl rozumienia 39 Artykułu Karty Narodów Zjednoczonych stanowi zagrożenie dla pokoju.
Biorąc pod uwagę, że Zgromadzenie Ogólne ONZ na podstawie Rezolucji nr 44 z dnia 1 kwietnia 1948 przywiązuje wagę do przyszłego rządu Palestyny, bez uszczerbku dla działań Mediatora Organizacji Narodów Zjednoczonych wdrażającego postanowienia Rezolucji nr 61 z dnia 4 listopada 1948,
1. podejmowała decyzję, że w celu wyeliminowania zagrożenia dla pokoju w Palestynie oraz w celu ułatwienia przejścia od obecnego rozejmu do trwałego pokoju, o ogłoszeniu rozejmu we wszystkich sektorach Palestyny;
2. wzywała strony bezpośrednio zaangażowane w konflikt w Palestynie do poszukiwania porozumienia na drodze negocjacji bezpośrednich lub za pośrednictwem Mediatora, w celu niezwłocznego ogłoszenia zawieszenia broni, w tym:
  1. wytyczenia linii demarkacyjnych stałego zawieszenia broni, których nie mogą przekraczać siły zbrojne żadnej ze stron;
  2. wycofania i redukcji sił zbrojnych, aby utrzymać zawieszenie broni w czasie przechodzenia do trwałego pokoju w Palestynie[1].

Rezolucja nie była głosowana, ale wobec nie zgłaszania sprzeciwów została przyjęta.